# غريغ غراندين
غريغ غراندين (بالإنجليزية: Greg Grandin)‏ هو مؤرخ أمريكي، ولد في 13 سبتمبر 1962 في بروكلين في الولايات المتحدة.